# Curt Prina

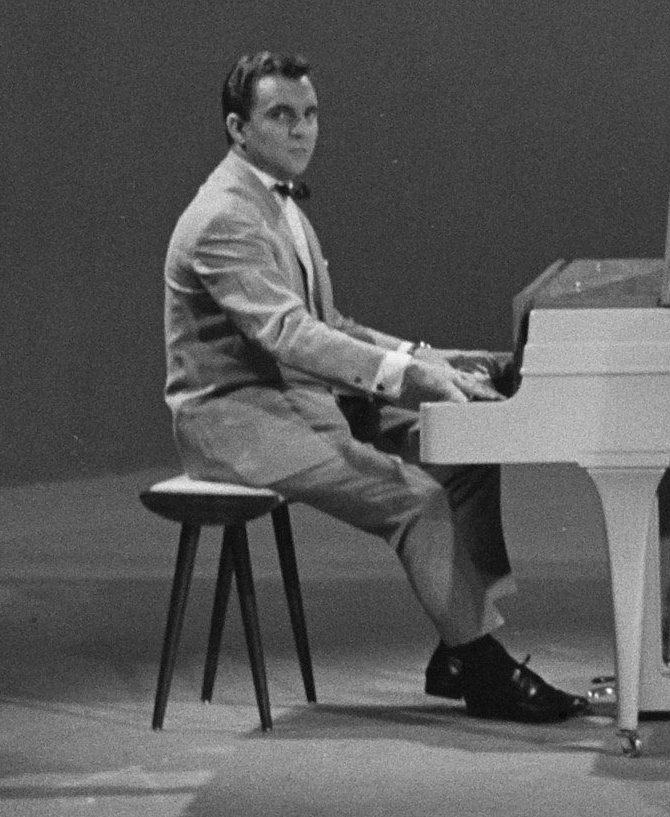
Curt Prina, 1961

Curt Prina (* 31. August 1928 in Zürich; † 18. Mai 2018 in Eltze) war ein Schweizer Jazz- und Unterhaltungsmusiker (Piano, Orgel, Vibraphon, Trompete, Posaune). 
Prina war mit 16 Jahren jüngster Big-Band-Leader der Schweiz. 1946 ging er 
mit dem Orchester Bob Huber für 6 Monate nach Spanien, 1948 war er im Fred-Böhler-Sextett als Pianist und Arrangeur tätig; er hatte ab 1950 eine eigene Jazz-Combo mit Paul Linder, Hazy Maag, Goodi Schaaf und Walter Schrempp (die 1952 von Paul Hintermann übernommen wurde). Dort spielt er vor allem Vibraphon. 1952 wurde der 24-Jährige von Hazy Osterwald als Musiker, Komponist und Arrangeur angestellt. Bis 1978 war er Mitglied im Hazy-Osterwald-Sextett, mit dem er internationale Auftritte hatte und diverse Alben einspielte. Daneben nahm er auch mit dem Quartett von Dennis Armitage und als Begleiter von Joe Turner auf. Seit 1978 machte er eine Solokarriere als Organist mit Konzerten rund um die Welt. 1980 unternahm er eine Tournee mit Jimmy Smith.

## Diskografie (Auswahl)
- Curt Prina: Hammondorgel - Faszination im Big Band Sound
- Curt Prina - Das digitale Klangwunder 1
- Curt Prina - Das digitale Klangwunder 2
- Curt Prina - 28 Top Orgel Hits
- Curt Prina - Orgel Classics
- Curt Prina - The Symphonic Power Organ of Curt Prina
- Curt Prina - Tanzmusik für Millionen
- Curt Prina - Zeit für Musik
- Curt Prina & John Ward (Drums) - Return to Forever, Drawbar-Sound Welthits "live" gespielt

## Lexigraphische Einträge
- Bruno Spoerri: Biografisches Lexikon des Schweizer Jazz. CD-Beilage zu: Bruno Spoerri (Hrsg.): Jazz in der Schweiz. Geschichte und Geschichten. Chronos-Verlag, Zürich 2005, ISBN 3-0340-0739-6.